# 음성향교
음성향교(陰城鄕校)는 대한민국 충청북도 음성군 음성읍에 있는 조선시대의 향교이다. 1981년 12월 26일 충청북도의 유형문화재 제104호로 지정되었다.

## 개요
향교는 훌륭한 유학자를 제사하고 지방민의 유학교육과 교화를 위하여 나라에서 지은 교육기관이다.
조선 명종 15년(1560)에 세워진 음성향교는 고종 7년(1870)과 24년(1887)에 고쳤고, 후에 여러 번의 수리를 거쳐 오늘에 이르고 있다. 현재 남아있는 건물은 대성전·동재·서재·명륜당 등이 있다.
건물은 내삼문을 경계로 앞쪽에는 학생들이 공부하던 명륜당을 중심으로 배움의 공간을 두고 있다. 뒤쪽에는 공자를 비롯하여 여러 성현들의 제사를 지내는 대성전이 있어, 향교의 일반적 배치형태인 전학후묘를 따르고 있다. 특히 동재·서재가 다른 곳과는 달리 명륜당의 뒤쪽에 있는 것이 특이한데, 이것은 도로공사로 인해 변형된 것으로 보인다.
조선시대에는 국가로부터 노비·토지·책 등을 지급 받아 학생들을 가르쳤으나, 갑오개혁(1894) 이후에는 교육적 기능은 없어졌다. 다만 봄·가을 2차례에 걸쳐 제사만 지내고 있다.

## 참고 자료
- 음성향교 - 국가유산청 국가유산포털